# 萩原麻里
萩原 麻里（はぎはら まり、3月10日-）は日本の小説家。代表作に『そらのこども』、『トキオカシ』、 『暗く、深い、夜の泉』、『黒耀姫君』がある。

## 略歴
3月10日生まれ。兵庫県神戸市出身。神戸学院女子短期大学卒業後、リース会社に勤務。と同時に、児童文学・時代小説などを執筆。『夜の王様 昼の王様』が初めての出版書となる。
第10回ティーンズハート大賞（講談社）佳作受賞後、『ましろき花の散る朝に』（講談社X文庫ティーンズハート）でデビュー。

## 既刊一覧
- 夜の王様 昼の王様（2001年1月 新風舎）
- ましろき花の散る朝に（2003年1月 講談社X文庫ティーンズハート） - イラスト：蓮見桃衣
- はかなき夢の覚めぬ間に（2003年7月 講談社X文庫ティーンズハート） - イラスト：蓮見桃衣
- 届かぬ想いの咲くころに（2003年11月 講談社X文庫ティーンズハート） - イラスト：蓮見桃衣
- 暗く、深い、夜の泉。 蛇々哩姫（2004年10月 講談社X文庫ホワイトハート） - イラスト：増田恵
  - 【改題】暗く、深い、夜の泉（2008年8月 一迅社文庫） - イラスト：Fuzzy
- そらのこども（2004年11月 ヒヨコ舎） - イラスト：岩崎美奈子
- 朱い、夜の鳥篭。 蛇々哩姫（2005年4月 講談社X文庫ホワイトハート） - イラスト：増田恵
- トキオカシ（2006年9月 富士見ミステリー文庫） - イラスト：鹿澄ハル
- カタリ・カタリ トキオカシ2（2007年5月 富士見ミステリー文庫） - イラスト：鹿澄ハル
- 黒耀姫君（） はじまりのゆき（2007年12月 B's-LOG文庫） - イラスト：おもて空良
- 黒耀姫君（） うつろいのつき（2008年4月 B's-LOG文庫） - イラスト：おもて空良
- 月明のクロースター 虚飾の福音（2008年7月 一迅社文庫） - イラスト：美弥月いつか
- 黒耀姫君（） やくそくのはな（2008年12月 B's-LOG文庫） - イラスト：おもて空良
- 異国迷路のクロワーゼ Le cahier d’Yune（2011年7月 富士見ファンタジア文庫） - 原作・イラスト：武田日向、イラスト：いとうまりこ
- 小和田くんに隙はない？ 飯田さんの学園事件簿（2016年6月 一迅社文庫） - イラスト：水月悠
- 呪殺島の殺人（2020年5月 新潮文庫nex） - イラスト：Tamaki
- 巫女島の殺人 呪殺島秘録（2022年1月 新潮文庫nex） - イラスト：アオジマイコ
- 人形島の殺人 呪殺島秘録（2023年2月 新潮文庫nex）

## ゲームシナリオ
- 乙女的恋革命★ラブレボ!!
- 響け♪オーケストラの恋人（携帯アプリ）